# Ben E. King
Ben E. King, född Benjamin Earl Nelson den 28 september 1938 i Henderson, North Carolina, död 30 april 2015 i Hackensack i New Jersey, var en amerikansk sångare.
King var ledsångare i gruppen The Drifters åren 1959–1960 sedan dess grundare Clyde McPhatter hoppat av. Med Ben E King fick gruppen flera hits, bland annat den klassiska "Save the Last Dance for Me". På våren 1960 lämnade han gruppen för en solokarriär som soulsångare. Hans mörka och mjukt romantiska röst har fortsatt att ge honom framgångar. Hans två första stora hits som soloartist kom 1961, "Spanish Harlem" och därefter "Stand by Me.
På senare år drev Ben E. King stiftelsen The Ben E. King Stand By Me Foundation, vars syfte bland annat är att hjälpa barn och ungdomar med sociala och ekonomiska problem.

## Diskografi
Soloalbum
- 1961 – Spanish Harlem
- 1961 – Stand by Me
- 1962 – Ben E. King Sings for Soulful Lovers
- 1962 – Don't Play That Song
- 1965 – Seven Letters
- 1967 – What Is Soul
- 1970 – Rough Edges
- 1971 – The Beginning of It All
- 1975 – Supernatural Thing
- 1976 – I Had a Love
- 1977 – Benny and Us
- 1978 – Let Me Live in Your Life
- 1980 – Music Trance
- 1980 – Street Tough
- 1987 – Stand By Me: The Ultimate Collection
- 1988 – Save the Last Dance for Me
- 1991 – What's Important to Me
- 1993 – Shades of Blue
- 2006 – I've Been Around